# The Devil's Mask
The Devil's Mask é um filme policial estadunidense dirigido por Henry Levin e estrelado por Anita Louise, Jim Bannon e Michael Duane. Foi o segundo de três filmes baseados na popular série de rádio I Love a Mystery. Foi lançado em 23 de maio de 1946, pela Columbia Pictures.

## Elenco
- Anita Louise ...Janet Mitchell
- Jim Bannon ...Jack Packard
- Michael Duane ...Rex Kennedy
- Mona Barrie ...Louise Mitchell
- Barton Yarborough ...Doc Long
- Ludwig Donath ...Dr. Karger
- Paul E. Burns ...Leon Hartman
- Frank Wilcox ...Prof. Arthur Logan
- Bud Averill ...Guarda do museu
- Edward Earle ...E.R. Willard
- John Elliott ...John the Butler
- Fred Godoy ...Mendoza
- Richard Hale ...Curador Raymond Halliday
- Coulter Irwin ...Frank
- Thomas E. Jackson ...Detetive Quinn
- Frank Mayo ...Gordon R. Mitchell
- Mary Newton ...Enfermeira de Karger
- Harry Strang ...Brophy